# Modiolastrum sandemannii
Modiolastrum sandemannii là một loài thực vật có hoa trong họ Cẩm quỳ. Loài này được (Sandwith) S.R. Hill & Fryxell mô tả khoa học đầu tiên năm 1980.